# Matts Olsson
Matts Olsson (Karlstad (Suecia, 1 de diciembre de 1988) es un esquiador sueco. Logró 2 podios en la Copa del Mundo de Esquí Alpino.

## Resultados

### Juegos Olímpicos de Invierno
- 2014 en Sochi, Rusia
  - Eslalon Gigante: 14.º

### Campeonatos Mundiales
- 2007 en Åre, Suecia
  - Super Gigante: 28.º
  - Descenso: 36.º
- 2011 en Garmisch-Partenkirchen, Alemania
  - Eslalon Gigante: 18.º
  - Super Gigante: 24.º
- 2013 en Schladming, Austria
  - Eslalon Gigante: 18.º
  - Super Gigante: 32.º
- 2015 en Vail/Beaver Creek, Estados Unidos
  - Eslalon Gigante: 5.º

### Copa del Mundo

#### Clasificación general Copa del Mundo
- 2008-2009: 145.º
- 2010-2011: 63.º
- 2011-2012: 65.º
- 2012-2013: 79.º
- 2013-2014: 47.º
- 2014-2015: 73.º